# 別離の肖像
宝塚グランド・ロマン『別離の肖像』（べつりのしょうぞう）は、宝塚歌劇団星組により、1987年6月26日から8月5日（新人公演：7月10日）に宝塚大劇場、同年11月1日から11月29日（新人公演：11月11日）に東京宝塚劇場で上演された、三部構成からなるショー及びミュージカル(オムニバス形式の)作品である。2部30場。
作・演出は植田紳爾。星組トップスター峰さを理の宝塚さよなら公演。

## 構成
- 「第一の肖像」

峰さを理の得意とする日舞を主題としたショー。
- 「第二の肖像」

カーニバルの夜を舞台に巻き起こるミュージカル・コメディー。
- 「第三の肖像」

スウェーデン映画「みじかくも美しく燃え」を題材とした、実際にあった士官とサーカスの踊り子との許されざる悲恋物語。

## あらすじ
- 第一の肖像は

黒田節、郡上節、春駒、貝殻節、鹿児島おはら節、刈千切唄、はんや節(ハイヤ節)、じょんがら節。 佐渡おけさを日舞で綴る日本民謡集・メドレーである。ダイナミックなアレンジもある。
- 第二の肖像は

カーニバルで賑わうリオデジャネイロを背景に展開する明るい喜劇。
舞台は、リオデジャネイロ・イパネマ丘陵の中腹にある大富豪ドン・カルロ邸。
カーニバルの当日、ドン・カルロの呼び出しを受け、養子のフランク、甥のロンバート夫妻、姪のアームストロング夫妻が集まる。
三組が、ドン・カルロを待っていると...
そこに現れたのは牧師見習いのエドワードだった。
エドワードは皆にドン・カルロの突然の死を告げ、驚く一同の前に遺体(？)をおさめた棺が運ばれてくる。
ドン・カルロの莫大な財産のゆくえは？
- 第三の肖像は

北欧を舞台にした青年士官とサーカスの踊り子の悲恋物語。
1889年、スウェーデン。 陸軍中尉シクステン・スパーレ
伯爵が、サーカスの綱渡りの女性エルヴィラ・マディガン
と不倫の恋に陥り陸軍を脱走するという事件が起る。
シクステンの母グレタと嫁のヘンリエッタはグリプスホルム城にいる皇太后陛下に拝謁を申し出、シクステンの助命の嘆願するが、皇太后は気の毒に想いながらも王家の権限外のことなので何もできない。
シクステンの親友・ヨルゲンは2人をなんとか救おうとする。
シクステン、エルビラのいる宿屋にも、追っ手が迫る。途中、2人はエルビラのサーカス団に寄り、レンナルドの手伝いから、それとなく父親に別れを告げようする。
レンナルドとヨルゲンは、2人を逃がそうとする。
ある願いが通るが...。
その知らせは、2人には伝わらなかった...。

## スタッフ
※氏名の後ろに「宝塚」、「東京」の文字がなければ両公演共通。
- 作曲・編曲：寺田瀧雄[2]
- 編曲[2]：入江薫、西村耕次
- 音楽指揮：橋本和明（宝塚）[2]・岡田良機（宝塚）[2]、大谷肇（東京）[4]・伊沢一郎（東京）[4]
- 振付[2]：喜多弘、羽山紀代美、黒瀧月紀夫、西崎真由美
- 装置：渡辺正男[2]
- 衣装[2]：静間潮太郎、中川菊枝、所治海
- 照明：今井直次[2]
- 小道具：上田特市[2]
- 効果：川ノ上智洋[2]
- 音響監督：松永浩志[2]
- 演技監督：美吉左久子[2]
- 演出助手[2]：谷正純、日比野桃子
- 製作担当：柏原正一（東京）[4]
- 制作：橋本雅夫[2]

## 主な配役

### プロローグ
本公演
- シンガー（峰さを理[2]）
- ダンサー、歌手（南風まい[2]）
- ダンサー（日向薫[2]）
- ダンサー（紫苑ゆう[2]）
- 歌手（洲悠花[2]・毬藻えり[2]）

### 第一の肖像
本公演
- 踊る男、貝殻節、佐渡おけさなどの歌手（峰さを理[2])
- 歌手、踊る女（南風まい[2]）
- 踊る男（日向薫[2]・紫苑ゆう[2]・麻路さき[2]・大輝ゆう[2]）

新人公演
- 別離の歌手（羽衣蘭[3]・乙原愛[3]・大輝ゆう[3]）
- 黒田節の男S（麻路さき[3]）
- 春駒の歌手S（出雲綾[3]）
- 春駒の歌手A（天地ひかり[3]・英りお[3]）
- 貝殻節の歌手（海峡ひろき[3]）
- 貝殻節の男A（光樹すばる[3]・雅景[3]）
- おはら節の男S、刈干切唄の歌手（大輝ゆう[3]）
- 刈干切唄の男A（稔幸[3]）
- はいや節の歌手（大輝ゆう[3]）
- はいや節の女A（黛はるか[3]・朋舞花[3]・貴柳みどり[3]・萩尾仁美[3]）
- じょんがらの男（大輝ゆう[3]）
- じゅんがらの女（万里柚美[3]）
- 佐渡おけさの歌手（麻路さき[3]）

### 第二の肖像
本公演
- エドワード・ジャンクソン（峰さを理[2]）
- アンソニー・アームストロング（日向薫[2]）
- ジョージ・ロンバート（紫苑ゆう[2]）
- ミセス・ロジャース（小柳日鶴[2]）
- 執事ロジャース（葉山三千子[2]）
- ドン・カルロ（岸香織[2]）
- ウイリアム・ロンバート（萬あきら[2]）
- ジェニー・ロンバート（藤京子[2]）
- フランク・カルロ（一樹千尋[2]）
- エミリー・アームストロング（花愛望都[2]）
- ジュニア・ロジャース（麻路さき[2]）

- カーニバルの男（峰さを理[2]）
- カーニバルの女（南風まい[2]）
- カーニバルの歌手（日向薫[2]・紫苑ゆう[2]・あづみれいか[2]・三城礼[2]・燁明[2]）

### 第三の肖像
本公演
- 青年1（麻路さき[2]）
- 青年2（海峡ひろき[2]）
- 青年3（大輝ゆう[2]）

- シクステン・スパーレ（峰さを理[2]）
- エルビラ・マディガン（南風まい[2]）
- レンナルド・ベルグマン（日向薫[2]）
- ヨルゲン・ペルソン（紫苑ゆう[2]）
- グレタ・スパーレ（洲悠花[2]）
- ヴィヴェッカ（岸香織[2]）
- 皇太后陛下（恵さかえ[2]）
- 陸軍大臣（小柳日鶴[2]）
- 陸軍中将（一樹千尋[2]）
- 妃殿下（藤京子[2]）
- カーステン（萬あきら[2]）
- ビルギッタ（木花咲耶[2]）
- ピーター（三城礼[2]）
- クレナ（毬藻えり[2]）
- アネッタ（綾瀬るり[2]）
- リンド（夏美よう[2]）

新人公演
- シクステン（麻路さき[3]）
- エルピラ（茜このみ[3]）
- レンナルド（海峡ひろき[3]）
- ヨルゲン（大輝ゆう[3]）
- グレタ（出雲綾[3]）
- ヘンリエッタ（朋舞花[3]）
- 皇太后陛下（万里柚美[3]）
- 妃殿下（能舞三子[3]）

### フィナーレ
本公演
- 雄蝶・歌手（峰さを理[2]）
- 雌蝶・淑女（南風まい[2]）
- 紳士（日向薫[2]）
- 歌手・紳士（紫苑ゆう[2]）

## 主な楽曲
- スキャット
- スターライト・シャイニング
- 別離の肖像
- 何処へ行くのか
- サーカスの歌
- 愛しのエルビラ
- 君よ！友よ！
- 永久の国へ

主な曲
- 貝殻節
- 佐渡おけさ
- 黒田節

主な使用曲
- ピアノソナタ第2番 (ショパン)第3楽章
- ピアノ協奏曲第21番 (モーツァルト)第2楽章